# Пулибка
Пули́бка (рос. Пулыбка) — річка в Росії, ліва притока Чепци. Протікає територією Балезінського району Удмуртії.
Річка починається на північній околиці присілка Люк, протікає на північ та північний схід, після присілка Андрійшур знову повертає на північ та північний схід. Останні 2 км тече паралельно Чепці, потім впадає до неї неподалік присілка Озон. Береги річки заліснені, пригирлові заплави заболочені, тут збудована система дренажних каналів.
Приймає декілька дрібних приток, на руслі створено декілька ставків.
Над річкою розташовані населені пункти Люк, Андрійшур, Пулиб, Біляни, Зілай.